# St Michael le Belfrey
St Michael le Belfrey är en kyrka inom den anglikanska kyrkogemenskapen som är belägen i York, Yorkshire i England, precis bredvid York Minster. Den ursprungliga kyrkan byggdes någon gång före eller under 1294 medan den nuvarande kyrkan byggdes mellan 1525 och 1536. St Michael le Belfrey är känd för att Guy Fawkes döptes där den 16 april 1570. Det var även i denna kyrka som kaptenen Christopher Levett år 1608 gifte sig med Mercy More, dotter till Robert More av Guiseley, Yorkshire.
Under det sena 1960-talet hade en närliggande kyrka, St Cuthbert's Church, fått fler och fler besökare till sig mycket på tack vare prästen David Watson. Därför bestämdes det under tidigt 1970-tal att de både kyrkorna skulle sammanslås, då St Cuthbert's Church inte längre kunde ta emot alla besökare. Dessa kyrkor blev sedan en mötesplats för de som ansåg sig tillhöra den karismatiska kristendomen. Numera har St Michael le Belfrey runt 800 trogna besökare.